# هانز هيرمان هوبه
هانز هيرمان هوبه (بالألمانية: Hans-Hermann Hoppe) (ولد في 2 سبتمبر 1949) هو أمريكي ألماني المولد ينتمي للمدرسة الاقتصادية النمساوية، وفيلسوف لليبرالية القديمة واللاسلطوية الرأسمالية. وهو أستاذ فخري في الاقتصاد في جامعة نيفادا في لاس فيغاس (يو إن إل ڤي)، وزميل قديم في معهد لودفيغ فون ميزس، وهو رئيس التحرير السابق لمجلة الدراسات الليبرالية، وعضو دائم في الجمعية البستانية الملكية، ومؤسس جمعية الملكية والحرية ورئيسها.
يُعرف هوبه بأنه ليبرالي محافظ ثقافيًا. أثارت بعض ملاحظاته وأفكاره جدلًاً بين أقرانه الليبراليين وزملائه في «يو إن إل ڤي». إذ إن إيمانه بحقوق المالكين بإنشاء مجتمعات عهد خاصة، يُستبعد منها المثليون والمعارضون سياسيًا، أثارت انقسامًا حادًا. أثار هوبه الجدل أيضًا بسبب دعمه لتقييد الهجرة التي يقول النقاد إنها تتعارض مع الليبرالية واللاسلطوية.

## نشأته وعمله
وُلد هوبه في باينه في ألمانيا الغربية، وأجرى دراساته الجامعية في جامعة سارلاند، وحصل على درجة الماجستير والدكتوراه من جامعة غوته فرانكفورت، ودرس تحت إشراف يورغن هابرماس، المفكر الألماني الرائد في حقبة ما بعد الحرب العالمية الثانية، لكنه تدريجيًا رفض أفكار هابرماس ورفض اليسارية الأوروبية عمومًا، إذ اعتبرها «عقيمة فكريًا ومفلسة أخلاقيًا».
كان زميلًا بعد الدكتوراه في جامعة ميشيغان، في آن أربور، من عام 1976 إلى عام 1978، وحصل على شهادة التأهل للأستاذية في أسس علم الاجتماع والاقتصاد من جامعة فرانكفورت في عام 1981. عمل هوبه أستاذًا في كلية إدارة الأعمال بجامعة نيفادا في لاس فيغاس من عام 1986 حتى تقاعده في عام 2008. وهو زميل بارز في معهد لودفيج فون ميزس، الذي نشر معظم أعماله، وكان رئيس تحرير لدوريات معهد ميزس المختلفة.
ذكر هوبه أن موراي روثبورد كان «معلمه الرئيسي ومرشده وأستاذه». بعد قراءة كتب روثبورد، أصبح روثبوردي الفكر سياسيًا، وانتقل إلى مدينة نيويورك ليكون بالقرب من روثبورد، وتبعه إلى جامعة نيفادا في لاس فيغاس. يقول هوبه إنه «عمل وعاش إلى جانبه، في اتصال شخصي مستمر وفوري». ومن عام 1985 حتى وفاة روثبورد في عام 1995، اعتبره هوبه «أعز صديق أبوي».
يقيم هوبه في تركيا مع زوجته غولشين إمري هوبه، وهي اقتصادية من المدرسة النمساوية.

### جمعية الملكية والحرية
في عام 2006، أسس هوبه جمعية الملكية والحرية («بّي إف إس») كرد فعل على جمعية مون بيلران المتأثرة بميلتون فريدمان، الذي وصفه بالاشتراكي. في الذكرى الخامسة لتأسيس جمعية الملكية والحرية، أضاء هوبه على أهدافها:
من جهة، إيجابيًا، هي لشرح وتوضيح السمات والمتطلبات القانونية والاقتصادية والمعرفية والثقافية للنظام الطبيعي اللاسلطوي الحر. ومن جهة أخرى، سلبيًا، هي لكشف النقاب عن الدولة وإظهارها على حقيقتها: مؤسسة تديرها عصابات من القتلة والناهبين واللصوص، يحيط بها الجلادون، والقائمون على الدعاية، والمتملقون، والمحتالون، والكاذبون، والمهرجون، والنصابون، والمغفلون، والأغبياء المفيدون. هي مؤسسة تجعل كل ما تلمسه قذرًا وملوثًا.
من المثير للجدل، أن المدعوين إلى المؤتمر كانوا يشملون معارضين سياسيين متبايني الانتماء، بدءًا من المتحدثين باسم العثمانيين الجدد والمسلمين، مثل مصطفى أكيول، إلى المتحدثين باسم اليمين البديل والقوميين البيض، مثل ريتشارد سبنسر وبيتر بريميلو مؤسس موقع «فّي دير VDARE». صرح هوبه بأن دعوته لشخصيات من اليمين البديل ترجع لمفهومه حول حرية التعبير، لا بسبب وجود أرضية أيديولوجية مشتركة. لم يدعُ أي شخصيات من اليمين البديل إلى مؤتمرات لاحقة، وادعى بنه يعارض أفكارهم ومثلهم، ودعا متحدثين متل بيتر ثيل بدلًا عنهم.

نظرًا إلى وجود متحدثين من اليمين البديل في الاجتماعات السابقة، وقراره بعدم إعادة دعوتهم، صرح هوبه في الاجتماع السنوي لعام 2018:
نحن لا نوافق على العنف، ونرفض أي حلول مسيئة، لأنها تتطلب دولة أكبر وأكثر تدخلًا مما لدينا الآن. يؤمن الليبراليون بحرية التعبير وحرية تكوين الجمعيات دون تحفظ. يبدو أن العديد من أفراد اليمين البديل -لا جميعهم- يؤمنون بهذه الحريات لأنفسهم، وفقط للآخرين حتى يصبحوا في السلطة.

## أداب الجدال
في عدد سبتمبر 1988 من مجلة ليبرتي، حاول هوبه إيجاد تسويغ بديهي وحكم تقديري لأخلاقيات الليبراليين من خلال طرح نظرية جديدة سماها آداب الجدال. يؤكد هوبه أن أي جدال يهدف إلى مناقضة المبادئ الليبرالية غير متماسك منطقيًا. في العدد التالي، نشرت مجلة ليبرتي تعليقات لعشرة من زملائه الليبراليين، تلاها ردٌّ من هوبه. وفي تعليق موراي روثبورد، وهو صديق هوبه ومشرف معهد ميزس، كتب عن نظرية هوبه أنها «إنجاز رائع للفلسفة السياسية عمومًا ولليبرالية خصوصًا»، وأضاف أن هوبه «نجح في تجاوز/تفكيك الحقيقة/القيمة المفروضة الشهيرة التي ابتليت بها الفلسفة منذ أيام المدرسية، والتي أوصلت الليبرالية الحديثة إلى طريق مسدود». على الرغم من ذلك، فإن معظم زملاء هوبه الذين شملهم استطلاع الرأي الخاص بمجلة ليبرتي قد رفضوا نظريته، وفي رده عليهم وصفهم هوبه بأنهم «منفعيين».
صرح الزميل القديم في معهد ميزس رودريك تي لونغ بأن الصيغة البديهية التي طرحها هوبه حول الليبرالية تُنكر مبدأ علم الأفعال التابع لميزس. وفي ما يتعلق بمسألة النفعية، كتب لونغ «إن حجة هوبه، لو نجحت، ستلزمنا بالاعتراف بالحقوق الليبرالية واحترامها بغض النظر عن أهدافنا، ولكن لكوني أتبع علم الأفعال، أجد صعوبة في رؤية كيف يمكن تبرير أي شرط عملي بشكل منفصل عن بنية وسائل تحقيق الغايات». يجادل ناقد آخر بأن هوبه لم يقدم أي أسباب غير دائرية لماذا «يجب علينا اعتبار القيم الأخلاقية شيئًا يجب اعتباره مؤسسًا من خلال حجة (توافقية) بدلًا من مجرد تفضيلات ذاتية للمواقف التي تتخذ مناحيَ معينة». بكلمات أخرى، تعتمد النظرية على «وجود بعض الحدس، والتي لا يمكن أن يكون قبولها في حد ذاتها نتيجة التفكير الخالي من القيم».